# Neoantistea crandalli
Neoantistea crandalli là một loài nhện trong họ Hahniidae.
Loài này thuộc chi Neoantistea. Neoantistea crandalli được Willis J. Gertsch miêu tả năm 1946.